# Sân bay Mushie
Sân bay Mushie (ICAO: FZBJ) là một sân bay ở Mushie, Cộng hòa Dân chủ Congo.